# Губний герпес
Губний герпес (англ. Herpes labialis) — клінічна форма перебігу простого герпесу, що спричинює вірус простого герпесу (ВПГ), при цьому уражаються губи. Як правило, прояви включають пекучий біль, що супроводжується появою невеликих пухирців. Перший напад може перебігати з гарячкою і лімфаденітом. Висип зазвичай проходить швидко, проте вірус залишається в латенції в трійчастому гангліоні. Вірус може періодично реактивуватися й рецидувати з ураженням слизової облонки ротової порожнини чи губи.
Причиною герпесу є вірус простого герпесу 1-го типу та зрідка вірус herpes simplex 2 типу (ВПГ-2). Зазвичай інфекція поширюється між людьми шляхом прямого несексуального контакту. Напади можуть бути спровоковані сонячним промінням, гарячковими хворобами, психологічним стресом або менструальним періодом. Прямий контакт з геніталіями може призвести до генітального герпесу. Діагноз зазвичай грунтується на симптомах, але може бути підтверджений за допомогою специфічного тестування.
Профілактика включає уникнення поцілунків або використання особистих речей зараженої людини. Оксид цинку, знеболюючий або противірусний крем, схоже, зменшують симптоми на нетривалий проміжок часу. Антивірусні препарати також можуть зменшити частоту спалахів.
Щороку приблизно 2,5 на 1000 людини страждають від спалахів герпесу. Після одного випадку герпесу у близько 33% людей розвиваються повторні випадки спалаху зараження. Вперше герпес виникає у осіб, що не досягли 20 років та 80 % виробляють антитіла до цього вірусу до цього віку. У тих, хто має періодичні спалахи герпесу, вони зазвичай трапляються рідше трьох разів на рік. Частота спалахів зазвичай зменшується з часом.

## Термінологія
Термін лабіа (labia) означає «губа». Герпес лабіаліс не стосується статевих губ (labia) статевих органів, хоча походження слова однакове. Коли вірусна інфекція вражає як обличчя, так і рот, використовується ширший термін орофаціальний герпес, тоді як герпетичний стоматит конкретно описує запалення рота; стоматит походить від грецького слова stoma, що означає «рот».

## Ознаки та симптоми
Герпетичні запалення (інфекції) зазвичай не проявляють симптомів; при появі симптомів вони зазвичай зникають протягом двох тижнів. Основним симптомом оральної інфекції є запалення слизової оболонки щоки та ясен, знане як гострий герпетичний гінгівостоматит, що виникає протягом 5–10 днів після зараження. Також можуть розвиватися інші симптоми, включаючи головний біль, нудоту, запаморочення та болючі афти, гарячку та запалення мигдаликів (тонзиліт).
Первинна ВПГ-інфекція у підлітків часто проявляється тяжким фарингітом з ураженнями, що розвиваються на щоці та яснах. У деяких людей виникають утруднення ковтання (дисфагія) та набряклі лімфатичні вузли (лімфаденопатія). Первинні ВПГ-інфекції у дорослих часто призводять до фарингіту, подібного до того, який спостерігається при інфекійному мононуклеозі, або рідше до гінгівостоматиту.
Рецидивні оральні інфекції частіше зустрічаються з ВПГ-1, ніж з ВПГ-2. Симптоми, як правило, прогресують у восьми стадіях:
1. Латентна (тижні до місяців без інцидентів): період ремісії; Після первинного зараження віруси переходять до сенсорних нервових гангліїв (трійчастого ганглія)[15] де вони мешкають як віруси, що зберігаються протягом усього життя. На цьому етапі може відбутися безсимптомне викидання заразних вірусних частинок.
2. Продромальна (1-й день): Симптоми часто передують рецидиву. Симптоми зазвичай починаються з поколювання (свербежу) та почервоніння шкіри навколо зараженого місця. Ця стадія може тривати від кількох днів до кількох годин, що передують фізичному прояву інфекції, і це найкращий час для початку лікування.
3. Запалення (1 день): Вірус починає розмножуватися та інфікувати клітини в кінці нерва. Здорові клітини реагують на вторгнення набряком і почервонінням, проявленими як симптоми зараження.
4. Ранній період (2–3-й день): Цей етап визначається появою крихітних, жорстких запалених папул і везикул, що можуть свербіти і болісно чутливі до дотику. З часом ці наповнені рідиною пухирі утворюють скупчення на губній тканині, ділянці між губою та шкірою (червона облямівка) і можуть виникати на носі, підборідді та щоках.
5. Період розпалу (4-й день): Це найболючіша й найзаразніша зі стадій. Всі крихітні везикули розриваються і зливаються, створюючи одну велику, відкриту, плакучу виразку. Рідини повільно виводяться з кровоносних судин і запаленої тканини. Цей водянистий розряд кипить активними вірусними частинками і є дуже заразним. Залежно від тяжкості у людини може розвинутися гарячка і набряклі лімфатичні вузли під щелепою.[16]
6. Кірочка (5–8-й день): з сиропистого ексудату починає утворюватися медова/золотиста скоринка. Ця жовтувата або бура скоринка або парша виробляється не з активного вірусу, а з сироватки крові, що містить корисні білки, такі як імуноглобуліни. Це з'являється, коли починається процес загоєння. Біль на цьому етапі все ще болісний, але, що ще більш болісно, це постійне розтріскування струпи, коли людина рухається або розтягує губи, як при посмішці або під час споживання їжі. Заповнена вірусом рідина все одно просочиться з болячки через будь-які тріщини.
7. Зцілення (9–14 день) Під шкірою починає утворюватися нова шкіра, коли вірус відступає в латентний період. Серія струпів утворюється над болячкою (її називають комплекс Меєра), кожна менша за останню. Під час цієї фази спостерігаються подразнення, свербіж та деякий біль.
8. Після-струп (12–14 днів): у місці вірусної інфекції червона ділянка може затриматися в міру відновлення знищених клітин. Протікання вірусу все ще може відбуватися на цьому етапі.

Повторну інфекцію часто називають простим губним герпесом (herpes simplex labialis). Рідкісні повторні зараження герпесом відбуваються всередині рота (внутрішньротний стоматит ВПГ), що вражають ясна, альвеолярний хребет, тверде піднебіння та задню частину язика, можливо, супроводжуючись губним герпесом.
Ураження, викликане простим герпесом, може виникнути в куточку рота і помилково сприйняте за кутовий хейліт, що спричинено іншою причиною. Його іноді називають «кутовий простий герпес» (angular herpes simplex. Застуда в куті рота поводиться аналогічно, як і в інших місцях губ. Замість того, щоб застосовувати протигрибкові креми, простий кутовий герпес лікують так само, як і застудні болячки, місцевими противірусними препаратами.

## Причини
Інфекція виникає, коли вірус простого герпесу контактує зі слизової оболонки ротової порожнини або садном на шкірі навколо рота. Інфекція вірусу простого герпесу 1 типу (ВПГ-1) найчастіша; однак кількість випадків губної інфекції вірусом типу 2 збільшується. Зокрема, тип 2 був виявлений як причина 10–15% уражень з локалізацією на губах.
Простудні захворювання — результат реактивації вірусу в організмі. Після потрапляння ВПГ-1 в організм він ніколи не виходить. Вірус переміщується з рота, залишаючись прихованим у центральній нервовій системі. Приблизно у третини людей вірус може «прокинутися» або реактивуватися й викликати захворювання. Коли відбувається реактивація, вірус прямує по нервах до шкіри, де може викликати пухирі (герпеси) навколо губ, у роті або, приблизно в 10 % випадків, на носі, підборідді чи щоках.
На застудні болячки можуть впливати стрес, менструація, сонячне світло, сонячні опіки, лихоманка, зневоднення або місцева травма шкіри. Хірургічні процедури, такі як стоматологічна або нейрональна хірургія, татуювання губ або дермабразія, також є поширеними запусками захворювання. ВПГ-1 може в рідкісних випадках передаватися новонародженим членам родини або працівниками лікарні, у яких є герпес; це може спричинити важке захворювання, яке називається неонатальним простим герпесом (neonatal herpes simplex).
Розмовний термін для цього стану «застудна болячка» походить від того, що губний герпес часто запускається лихоманкою, наприклад, що може виникнути під час інфекції верхніх дихальних шляхів (тобто застуди).
Люди можуть перенести вірус герпесу на інші ділянки тіла, такі як око, шкіра чи пальці, що називається автоінокуляцією. Очна інфекція, у вигляді кон'юнктивіту або кератиту, може статися при натиранні очей після дотику до ураження. Пальчикова інфекція (герпетичний віночок) може статися, коли дитина з герпесом або первинною інфекцією ВПГ-1 смокче пальці.
Аналізи крові на герпес можуть відрізнятися між типом 1 і типом 2. Коли людина не відчуває жодних симптомів, сам аналіз крові не виявляє місця зараження. Генітальні герпесні інфекції траплялися майже з однаковою частотою, як 1 або 2 типу у молодих дорослих, коли брали такі зразки з генітальних уражень. Герпес у роті, найімовірніше, викликаний типом 1, але також може бути тип 2. Єдиний спосіб точно знати, чи є позитивний аналіз крові на герпес через інфекцію рота, геніталій чи в іншому місці — це здати пробу з ураження. Це неможливо, якщо хвороба протікає безсимптомно. Імунна система організму зазвичай бореться з вірусом.

## Запобігання (профілактика)
Ймовірність поширення інфекції може бути зменшена за допомогою поведінки, такої як уникнення дотику до активного місця спалаху, часто миття рук під час спалаху, не обмін предметами, що контактують з ротом, і не вступати в тісний контакт з іншими (уникати поцілунків, орального сексу або контактних видів спорту).
Оскільки виникнення інфекції важко передбачити, триває короткий проміжок часу і швидко загоюється, важко провести дослідження на герпес. Хоча фамцикловір покращує час загоєння ураження, він не ефективний для запобігання уражень; валацикловір та суміш ацикловіру та гідрокортизону аналогічно корисні при лікуванні спалахів, але можуть також допомогти запобігти їх.
Ацикловір та валацикловір перорально ефективні для запобігання рецидиву губного герпесу, якщо його приймати до появи будь-яких симптомів або впливу будь-яких пусковиків. Докази не підтримують ефективність L-лізину.

## Лікування
Попри відсутність лікування або вакцини проти вірусу, імунна система людини та спеціальні антигени зазвичай борються з вірусом. Докозанол — насичений жирний спирт — це безпечне та ефективне місцеве застосування, яке було схвалено Управлінням харчових продуктів та лікарських засобів США для губного герпесу в дорослих з правильно функціонуючою імунною системою. Це за своєю ефективністю порівняно з рецептом місцевих противірусних засобів. Завдяки механізму його дії малий ризик стійкості до лікарських засобів. Тривалість симптомів може бути трохи скорочена, якщо антивірусний, знеболюючий, оксид цинку або сульфат цинку застосовується незабаром після запуску вірусу.
До ефективних противірусних препаратів належать ацикловір та пенцикловір, що можуть прискорити загоєння на цілих 10%. Фамцикловір або валацикловір, прийнятий у формі таблеток, може бути ефективним за допомогою одноденного застосування у великих дозах і є більш економічним та зручним, ніж традиційне лікування нижчими дозами протягом 5–7 днів.

## Епідеміологія
Губний герпес поширений у всьому світі. Широке опитування молодих людей на шести континентах повідомило, що 33% чоловіків та 28% жінок хворіли герпесом 2 або більше разів протягом року перед дослідженням. Захворюванність в Сполучених Штатах Америки оцінюється в 20–45% дорослого населення. За результатами одного дослідження хворобливість у Франції була у 32% чоловіків та у 42% жінок. У Німеччині повідомлялося про хворобливість у 32% серед людей віком від 35 до 44 років, 20% — у віці 65–74 роки. В Йорданії, ще одне дослідження повідомило про хворобливість у 26%.

## Дослідження
Дослідження проводяться, щодо винаходу вакцини як для профілактики, так і для лікування герпетичних інфекцій